# La Chaise-Baudouin
La Chaise-Baudouin är en kommun i departementet Manche i regionen Normandie i norra Frankrike. Kommunen ligger i kantonen Brécey som tillhör arrondissementet Avranches. År 2022 hade La Chaise-Baudouin 443 invånare.

## Befolkningsutveckling
Antalet invånare i kommunen La Chaise-Baudouin
| Referens: INSEE |